# Юхары-Джибикли
Юхары-Джибикли (азерб. Yuxarı Cibikli) — село в административнно-территориальном округе села Ашагы-Джибикли Губадлинского района Азербайджана.

## История
По данным «Свода статистических данных о населении Закавказского края, извлеченных из посемейных списков 1886 года», в селе Чинарлу (Джибиклу) Мамедлинского сельского округа Зангезурского уезда Елизаветпольской губернии было 34 дыма и проживало 168 курдов шиитского вероисповедания. Всё население являлось государственными крестьянами.
Согласно данным Министерства национальной безопасности Азербайджанской Республики, 7 апреля 1991 года на село Юхары-Джибикли было совершенно вооружённое нападение, в результате которого было убито 3, ранено 8 человек. После получения сообщения об убийстве жителя села Юхары-Джибикли, расположенного вблизи автотрассы Горис — Капан, лейтенант Олег Бабак с группой военнослужащих прибыл на место происшествия, где подвергся нападению армянского вооружённого отряда, численностью до семидесяти человек. Будучи окружён армянскими боевиками, отважный офицер отстреливался до последнего патрона и погиб. В результате его самоотверженных действий была сохранена жизнь подчинённых и предотвращена расправа над мирными жителями. Олег Бабак был посмертно награждён медалью Героя Советского Союза.
В ходе Первой карабахской войны в августе 1993 года село Юхары-Джибикли перешло под контроль непризнанной Нагорно-Карабахской Республики и согласно её административно-территориальному делению располагалось в Кашатагском районе. Согласно резолюциям СБ ООН считалось оккупированным армянскими силами. После Второй карабахской войны село вернулось под контроль Азербайджана.